# Rachel Van Hollebeke
Rachel Marie Van Hollebeke, née Buehler le 26 août 1985 à La Jolla en Californie, est une joueuse américaine de soccer évoluant au poste de défenseure. Elle est internationale américaine.

## Biographie
Buehler remporte avec la sélection américaine, la médaille d'or aux Jeux olympiques de 2008 ; elle joue deux matchs dans la phase de groupes. Elle participe à la Coupe du monde de football féminin 2011, marquant un but lors du premier match de groupe contre la Corée du Nord. Elle fait partie de l'équipe américaine sacrée championne olympique aux Jeux olympiques d'été de 2012.
En club, de 2006 à 2008, Buehler joue avec les San Diego WFC SeaLions dans la Women's Premier Soccer League  puis au FC Gold Pride en 2009 - 2010 avant de rejoindre les Boston Breakers dans la Women's Professional Soccer pour la saison 2011.
Le 11 janvier 2013, elle est mise à disposition du Portland Thorns FC, jouant dans la nouvelle National Women's Soccer League.